# Christine Lahti
Christine Lahti (* 4. dubna 1950) je americká herečka.
Narodila se v Birminghamu ve státě Michigan, měla pět sourozenců. Její matka Elizabeth Margaret Lahti, rozená Tabar (1920–1995) byla zdravotní sestra a malířka. Otec Paul Theodor Lahti (1919–2001), potomek finských přistěhovalců, byl lékař - chirurg. Studovala výtvarné umění na Floridské státní univerzitě a poté drama na Michiganské univerzitě; herectví poté studovala také v newyorském HB Studiu a Studiu Williama Espera. V New Yorku se zpočátku živila jako servírka a prací v reklamě. První úspěchy slavila v roce 1979 s rolí ve filmu …a spravedlnost pro všechny.
Za svou roli ve filmu Odpolední směna (1984) byla nominována na Oscara. V roce 1996 získala Oscara za film Lieberman in Love (1995), který režírovala. Několikrát byla nominována na Zlatý glóbus, který za film No Place Like Home (1989) a seriál Nemocnice Chicago Hope (1998) získala. V roce 2018 vydala knihu autobiografických esejů True Stories From an Unreliable Eyewitness. Od roku 1983 je jejím manželem režisér Thomas David  Schlamme (*1950). V roce 2004 se účastnila protestů proti vraždám v mexickém městě Ciudad Juárez.

## Filmografie (výběr)
- …a spravedlnost pro všechny (1979)
- Čí je to vlastně život (1981)
- Dámy a pánové, punk žije! (1982)
- Odpolední směna (1984)
- Čas zastavit se (1988)
- No Place Like Home (1989)
- Doktor (1991)
- Samotář (2008)
- Poslední gól (2011)
- Maják (2015)
- Výjimeční přátelé (2019)